# Hamish & Andy
Pour les articles homonymes, voir Andy.

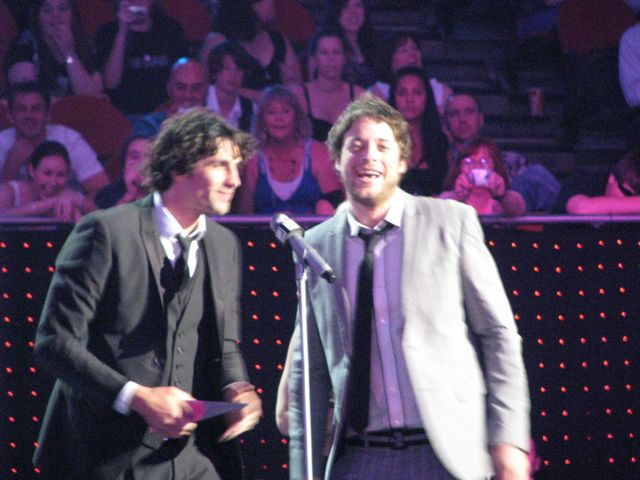
Hamish & Andy

Hamish & Andy est un duo comique australien composé de Hamish Blake (en) et Andy Lee (en). Ils animent l'émission radiophonique Hamish & Andy diffusée en Australie sur les stations du réseau Today.